# Нови Оскол
Нови Оскол (на руски: Новый Оскол) е град в Русия, административен център на Новоосколски район, Белгородска област. Населението на града към 1 януари 2018 година е 18 763 души.

## История
Селището е основано през 1647 година, през 1779 година получава статут на град.

## География
Градът се намина на 110 метра надморска височина. Разположен е в левия бряг на река Оскол. Отстои на 109 километра от Белгород.